# Franc Kramberger
Franc Kramberger, slovenski nadškof, metropolit in teolog, * 7. oktober 1936, Sveti Lenart v Slovenskih goricah.

## Življenjepis
Mašniško posvečenje je prejel 29. junija 1960 v mariborski stolnici.
Leta 1965 je postal prefekt Slomškovega dijaškega semenišča v Mariboru, kar je opravljal do leta 1972, ko je postal ravnatelj tega zavoda. Naslednje leto (1973) je doktoriral na Teološki fakulteti v Ljubljani.
10. novembra 1980 ga je papež Janez Pavel II. imenoval za rednega mariborskega škofa; posvečen je bil 21. decembra istega leta v mariborski stolnici.
7. aprila 2006 je bila mariborska škofija povzdignjena v mariborsko nadškofijo, tako da je Kramberger postal prvi nadškof te nadškofije, hkrati pa je bila ustanovljena tudi metropolija Maribor, tako da je Kramberger prevzel tudi dolžnost metropolita. 3. novembra 2006 ga je predsednik Slovenije dr. Janez Drnovšek odlikoval z zlatim redom za izjemne zasluge Republike Slovenije. Po mnenju mariborskih novinarjev pa je postal naj Mariborčan leta 2006.
Na lastno prošnjo ga je papež Benedikt XVI. 3. februarja 2011 razrešil s položaja mariborskega nadškofa; nasledil ga je Marjan Turnšek. Kot razlog za odstop je navedel bližajoče se dopolnjeno 75. leto starosti. Nadškofija je bila takrat v hudih finančnih težavah.